# Pape Ousmane Sakho (football)
Pour les articles homonymes, voir Sakho.
Pape Ousmane Sakho, né le 21 décembre 1996 à Rufisque, est un footballeur international sénégalais évoluant au poste d'attaquant avec le Raja Club Athletic et l'équipe nationale du Sénégal.

## Biographie

### Carrière en club
Pape Ousmane est né le 21 décembre 1996 à Rufisque. Son père, Doudou Sakh, était également un footballeur au poste d'ailier. Il a ensuite commencé son parcours dans l'Académie FC Médiour de Rufisque. Il s'installe ensuite la station balnéaire de Saly Portudal pour rejoindre le Diambars FC.
En 2021, il rejoint le champion de Tanzanie, le Simba SC, où il « s'est imposé comme l'un des ailiers les plus excitants qui jouent en Afrique ».
En juillet 2022, la CAF lui décerne le prix du but de l'année pour une retournée acrobatique qui l'avait inscrite lors d'un match de la Coupe de la Confédération de la CAF contre l'ASEC Mimosas en février 2022.
Le 24 juillet 2023, Pape Sakho a paraphé un contrat de trois ans avec le club de Ligue 2 de US Quevilly-Rouen. Son club tanzanien aurait reçu une indemnité de transfert de 750 000 €.
Le 24 août 2024, Sakho rejoint le Raja Club Athletic en paraphant un contrat de deux saisons.
Le 22 novembre, il inscrit son premier but avec les Verts contre le Wydad AC à la 11e journée du championnat.

### Carrière internationale
Le 17 juin 2023, Sakho fait son début avec l'équipe A du Sénégal sous Aliou Cissé lors d'un match nul 1-1 contre le Bénin au titre des éliminatoires de la Coupe d'Afrique des nations de football 2023.

## Palmarès
Teungueth FC
- Championnat du Sénégal (1)
  - Champion : 2021

### Distinctions personnelles
- Prix du but de l'année décerné par la CAF en 2022[9]